# کوریاکو
کوریاکو (به ژاپنی: 康暦 Kōryaku)، نام یک عصر تاریخی ژاپنی دربار شمالی در طی دوره نانبوکوچو بود. این عصر بعد از ایوا (دوره) و قبل از ایتوکو قرار داشت و از مارس ۱۳۷۹ تا فوریه ۱۳۸۱ میلادی به طول انجامید. در طی این عصر امپراتور دربار شمالی در کیوتو، امپراتور گو-انیو و امپراتور دربار جنوبی امپراتور چوکی بود.